# 芳賀富士
芳賀富士（はがふじ）は、大平山の別称で栃木県芳賀郡益子町の北東、茂木町との境に位置する標高272 mの山。
標高は低いものの、富士山を彷彿させる端正な姿である。山頂は桜が植えられた芝生の広場になっており、筑波山などの山々を望める。
下野新聞社が選定した栃木百名山のひとつである。また、関東ふれあいの道のコースにもなっている。

## 登山
枝垂れ桜で有名な安善寺から熊野神社を経由し、つづら折りに登ること約15分程度で山頂へたどり着く。なお、この安善寺と熊野神社は平貞能が建てたと言われている。
真岡鐵道真岡線七井駅から登山口の安善寺まで車で約15分。

## ギャラリー

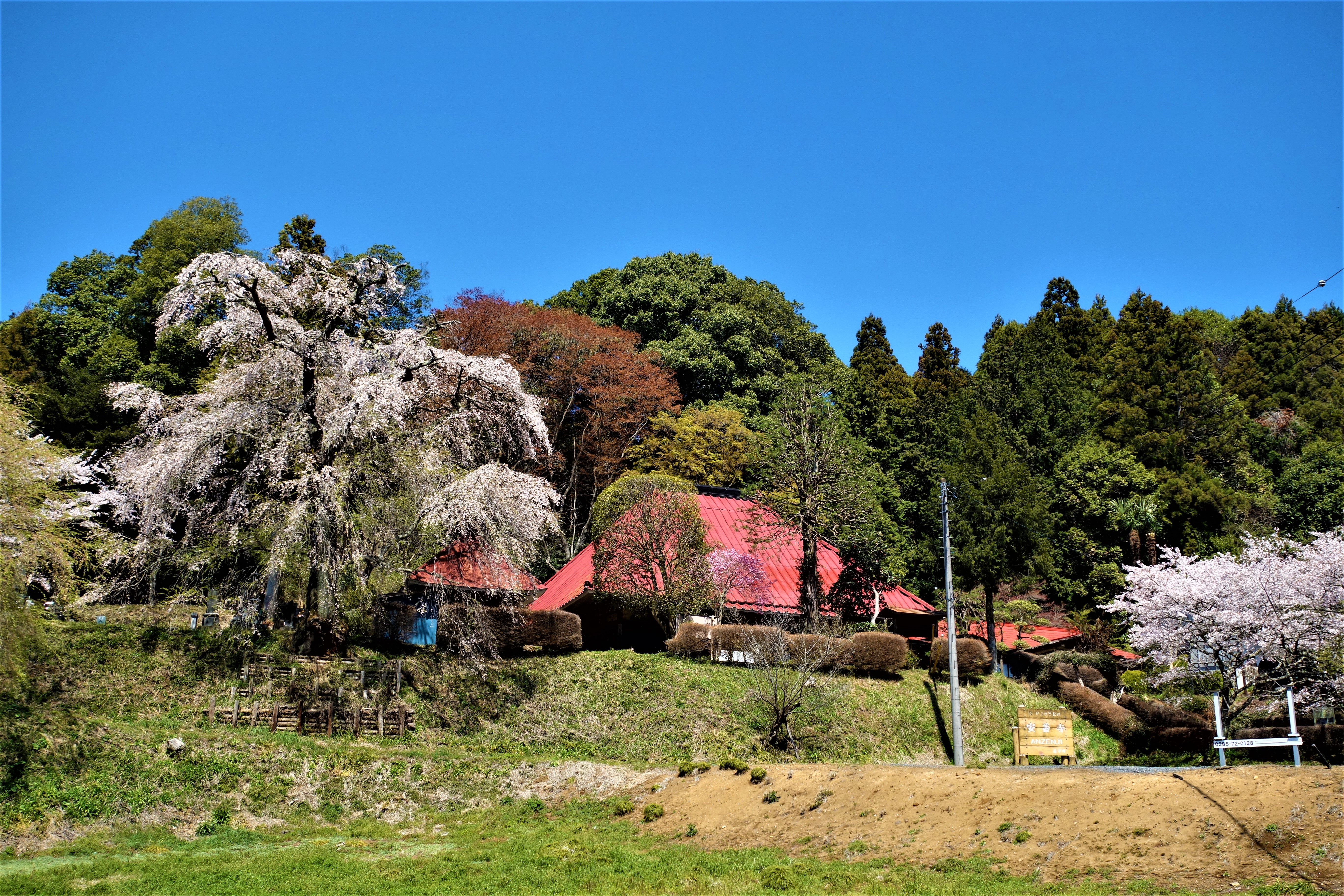
安善寺と枝垂れ桜
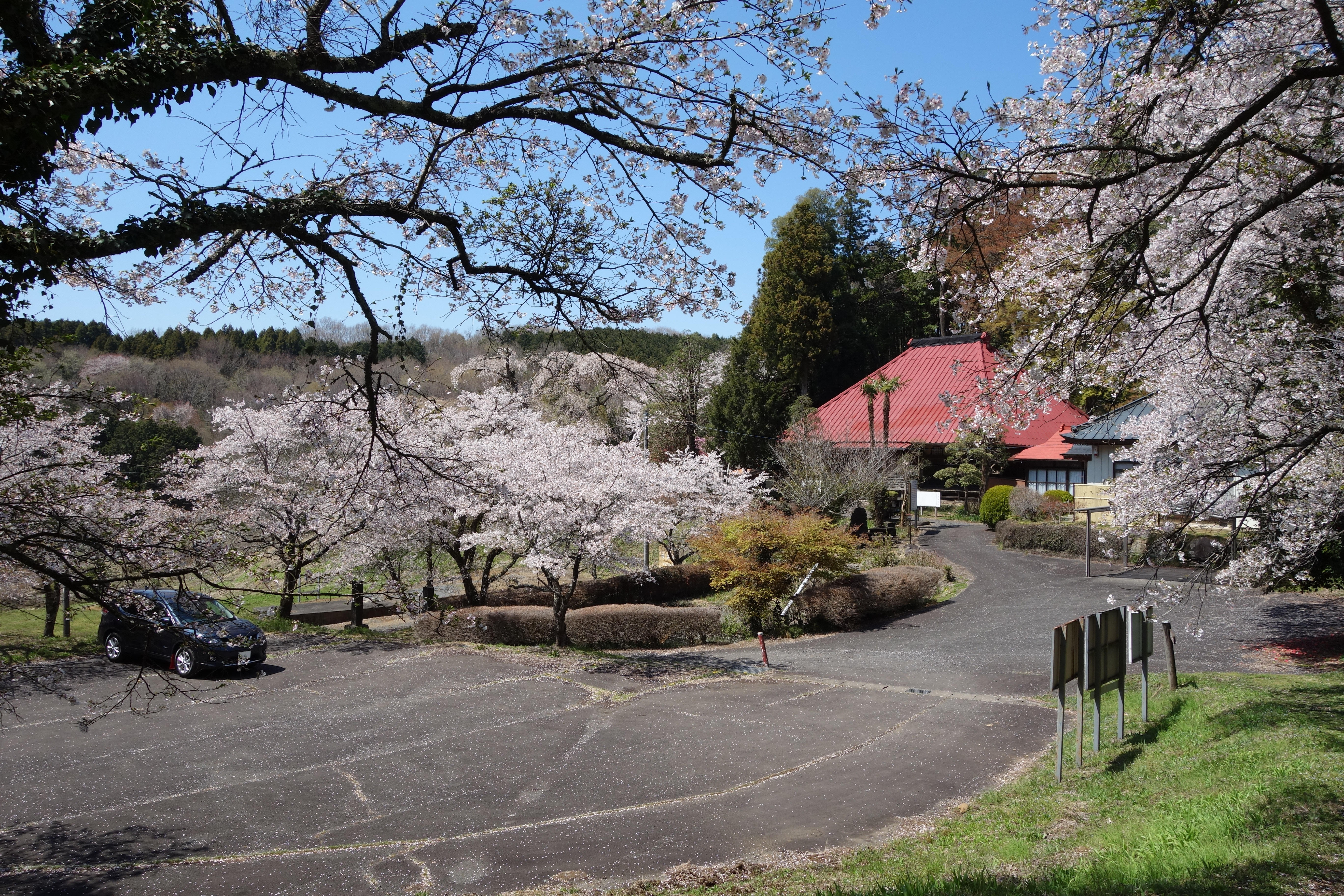
安善寺の駐車場
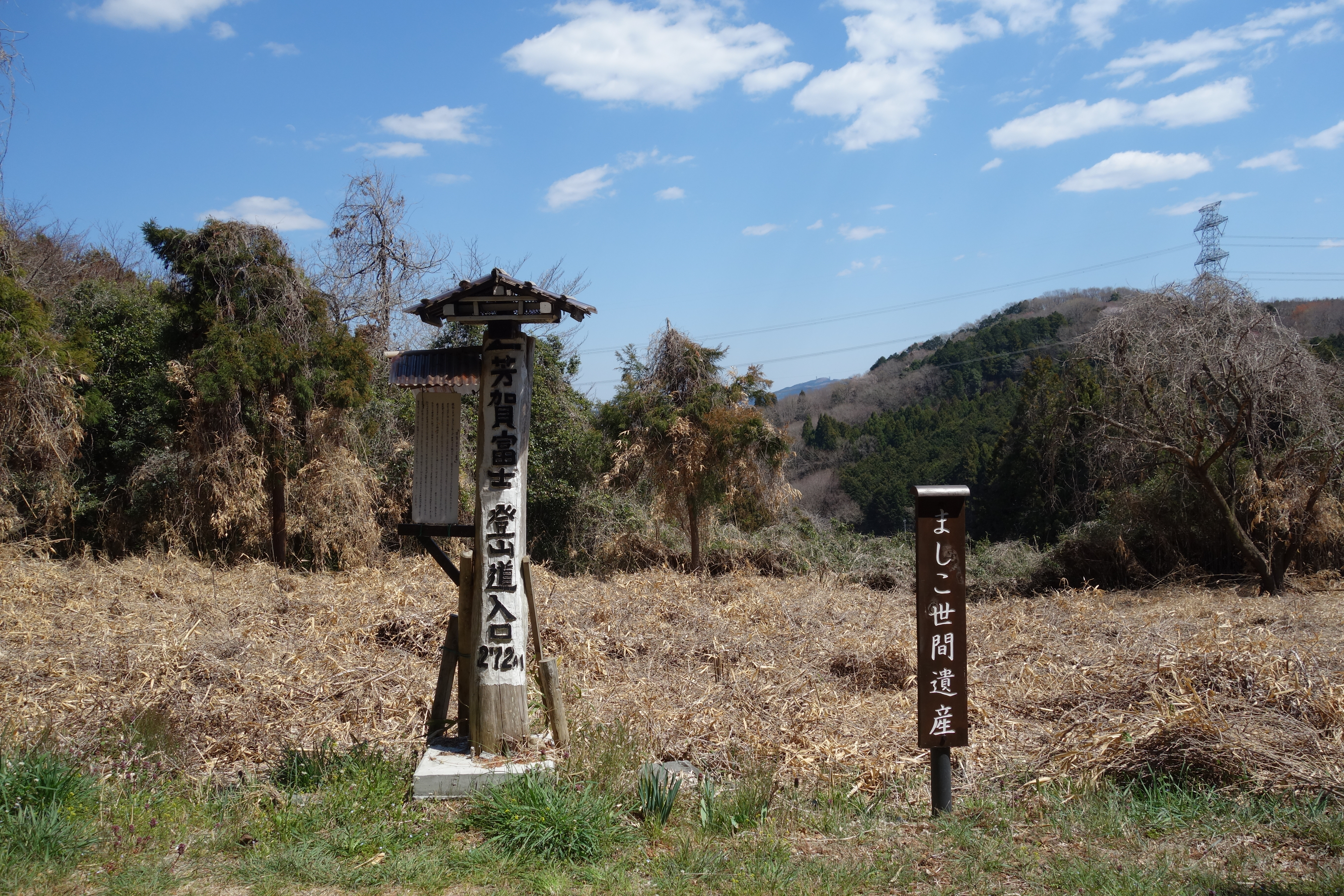
ましこ世間遺産の道標
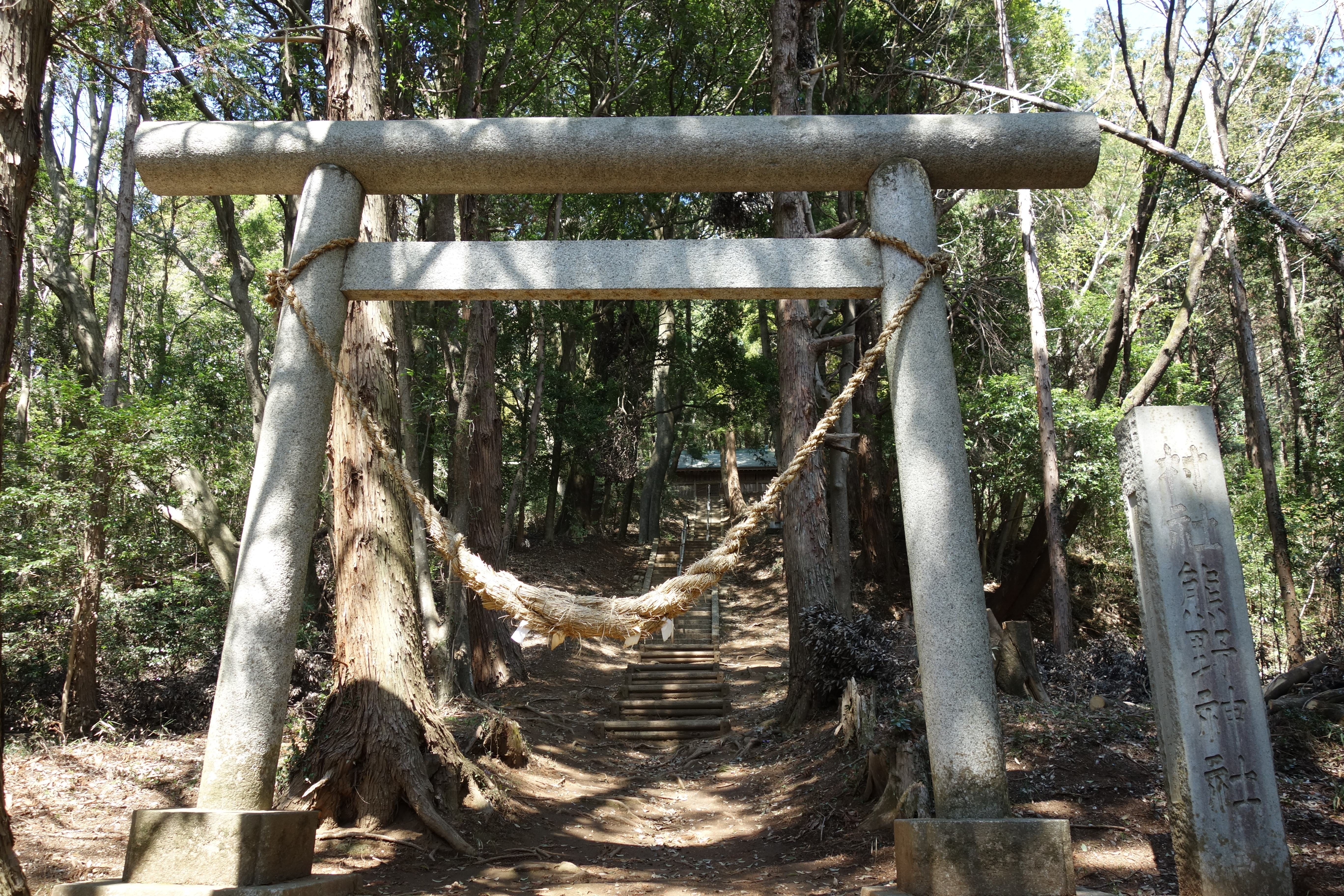
熊野神社（芳賀富士）
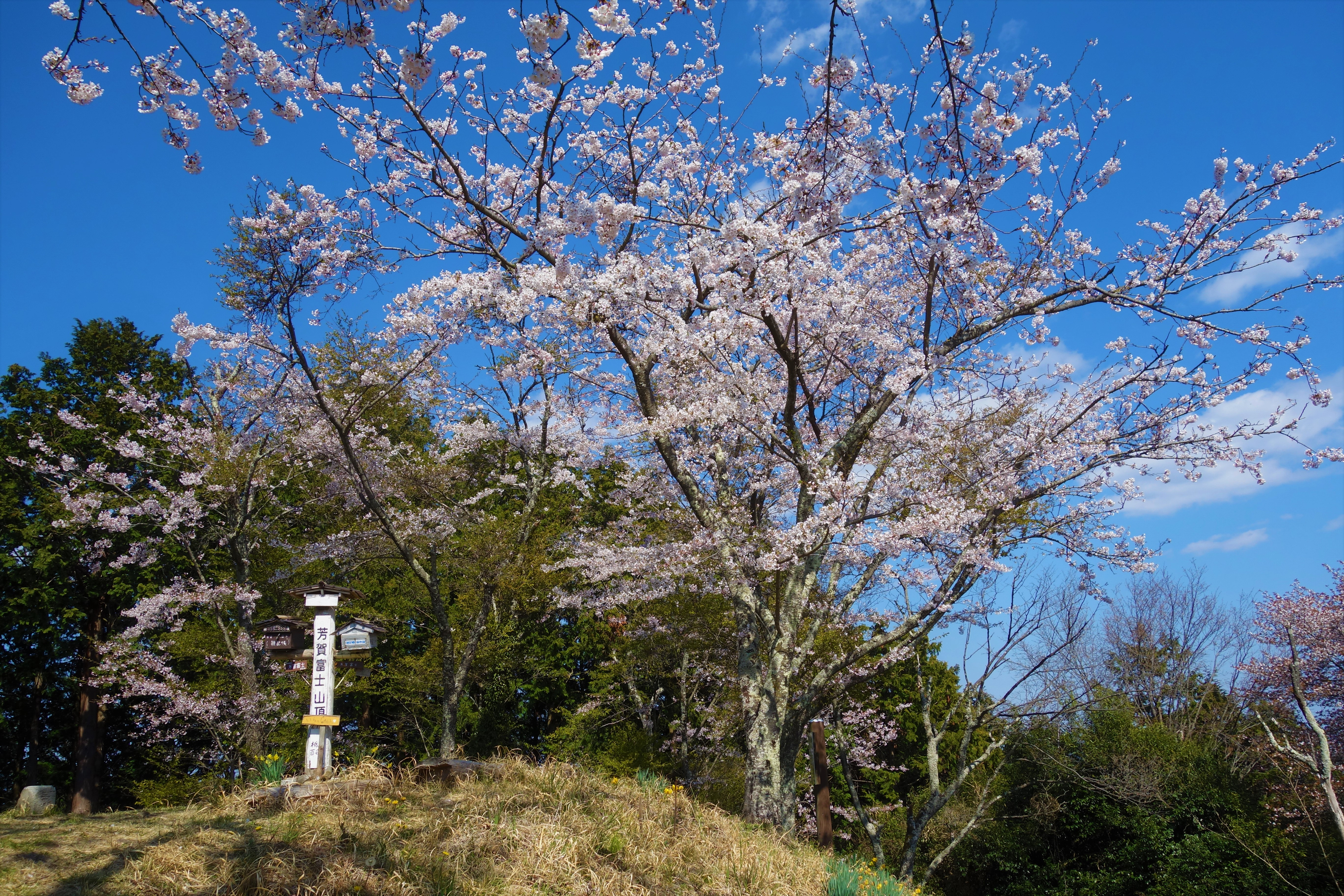
芳賀富士山頂
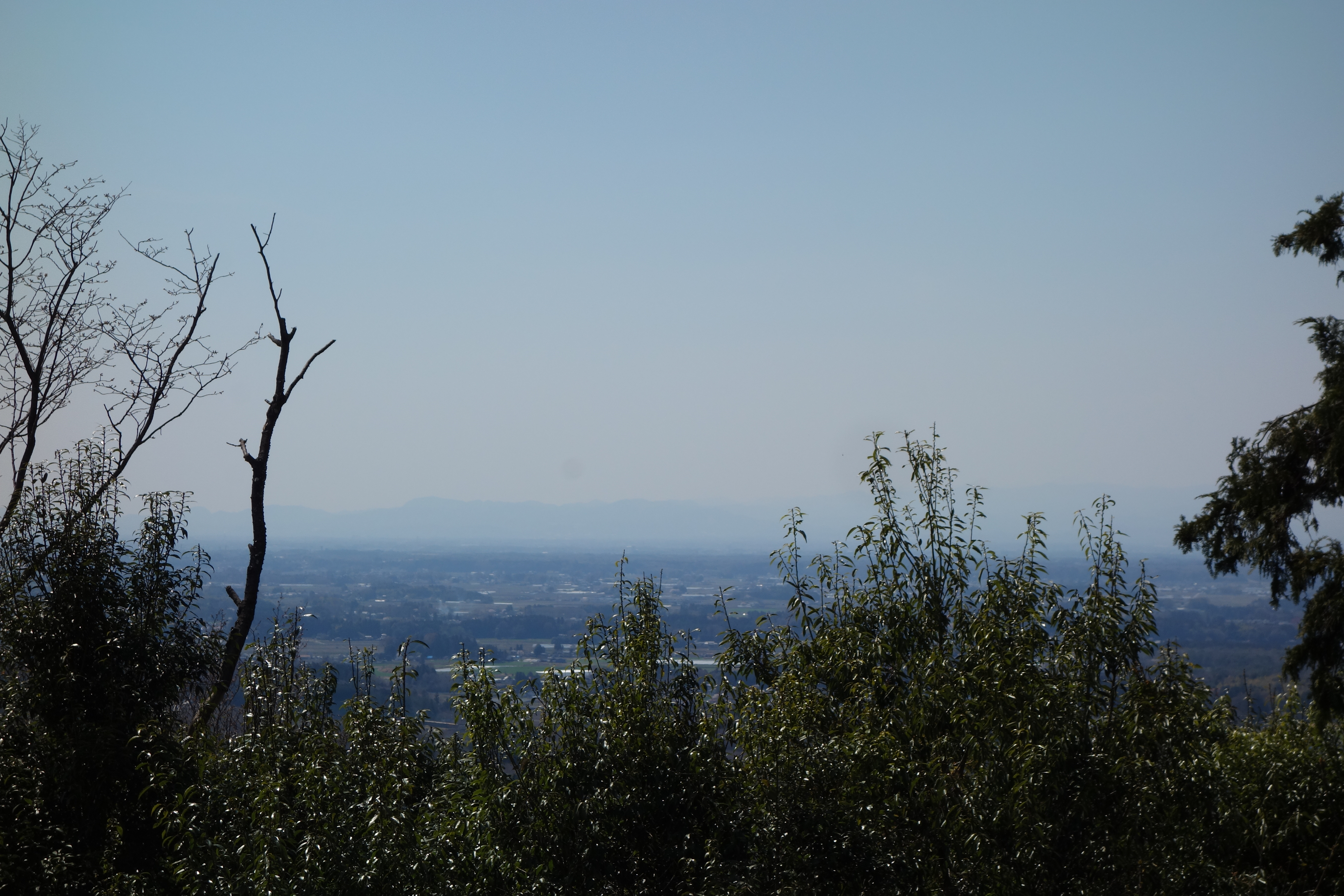
芳賀富士からの展望